# Referendum sulla permanenza del Regno Unito nelle Comunità europee
Il referendum sulla permanenza del Regno Unito nelle Comunità europee si tenne il 5 giugno 1975 e si concluse con un'indicazione di permanenza con il 67,23% dei consensi dei britannici contro il 32,77% di voti per l'uscita dall'organismo; l'affluenza alle urne fu del 64,62%.

## Contesto
Dopo aver firmato il Trattato di adesione il 22 gennaio 1972 assieme alla Danimarca, all'Irlanda ed alla Norvegia, la ratifica del Trattato di adesione fu approvata dal Parlamento britannico il 16 ottobre 1972 e promulgata dalla Regina il giorno successivo.
L'estensione del diritto europeo sul quadro normativo del Regno Unito fu regolamentata con l'approvazione della legge sulle Comunità europee del 1972.
Il Regno Unito divenne membro della Comunità europea il 1º gennaio 1973, assieme alla Danimarca ed all'Irlanda.

## Posizioni politiche
Si schierò per il sì gran parte del Partito Laburista allora al governo con Harold Wilson, gran parte dei conservatori della neo leader Margaret Thatcher, del Partito Liberale, il Partito Social Democratico, il Partito dell'Alleanza dell'Irlanda del Nord ed il Partito Progressista Unionista di Avanguardia, mentre per il no si schierarono la sinistra del Partito Laburista, una minoranza dei conservatori, il Partito Unionista dell'Ulster, il Partito Comunista di Gran Bretagna, il Fronte Nazionale Britannico ed il Partito Nazionale Scozzese.

## Risultati
Pensi che il Regno Unito dovrebbe restare nella Comunità europea (Mercato comune)?

### Livello nazionale
| Preferenza          | Voti       | Percentuale (%) |
| ------------------- | ---------- | --------------- |
| Sì                  | 17.378.581 | 67,23%          |
| No                  | 8.470.073  | 32,77%          |
| Aventi diritto      | 40.086.677 | 40.086.677      |
| Affluenza alle urne | 25.848.654 | 64,62%          |

### Per circoscrizione
| Circoscrizione         | % Affluenza alle urne | Sì         | No        |
| ---------------------- | --------------------- | ---------- | --------- |
| Avon                   | 68,7                  | 310.145    | 147.024   |
| Bedfordshire           | 67,9                  | 154.338    | 67.969    |
| Berkshire              | 66,4                  | 215.184    | 81.221    |
| Buckinghamshire        | 69,5                  | 180.512    | 62.578    |
| Cambridgeshire         | 62.9                  | 177,789    | 62,143    |
| Cheshire               | 65.5                  | 290.714    | 123.839   |
| Cleveland              | 60.2                  | 158.982    | 77.079    |
| Cornwall               | 66,8                  | 137.828    | 63.478    |
| Cumbria                | 64,8                  | 162.545    | 63.564    |
| Derbyshire             | 64,1                  | 286.614    | 131.457   |
| Devon                  | 68                    | 334.244    | 129.179   |
| Dorset                 | 68,3                  | 217.432    | 78.239    |
| County Durham          | 61,5                  | 175.284    | 97.724    |
| Essex                  | 67,7                  | 222.085    | 463.505   |
| Gloucestershire        | 68,4                  | 170.931    | 67.465    |
| Greater London         | 60,8                  | 2.201.031  | 1.100.185 |
| Greater Manchester     | 64,1                  | 797.316    | 439.191   |
| Hampshire              | 68                    | 484.302    | 197.761   |
| Hereford and Worcester | 66,4                  | 203.128    | 75.779    |
| Hertfordshire          | 70,2                  | 326.943    | 137.226   |
| Humberside             | 62,4                  | 257.826    | 122.199   |
| Isle of Wight          | 67,5                  | 40.837     | 17.375    |
| Isles of Scilly        | 75                    | 802        | 275       |
| Kent                   | 67,4                  | 493.407    | 207.358   |
| Lancashire             | 67,2                  | 455.170    | 208.821   |
| Leicestershire         | 66,4                  | 291.500    | 106.004   |
| Lincolnshire           | 63,7                  | 180.603    | 61.011    |
| Merseyside             | 62,7                  | 465.625    | 252.712   |
| Norfolk                | 63,8                  | 218.883    | 93.198    |
| Northamptonshire       | 65                    | 162.803    | 71.322    |
| Northumberland         | 65                    | 95.980     | 42.645    |
| Nottinghamshire        | 67,7                  | 147.461    | 297.191   |
| Oxfordshire            | 67,7                  | 179.938    | 64.643    |
| Shropshire             | 62                    | 113.044    | 43.329    |
| Somerset               | 67,7                  | 138.830    | 60,631    |
| Staffordshire          | 64,3                  | 306.518    | 48.252    |
| Suffolk                | 64,9                  | 187.484    | 72.251    |
| Surrey                 | 70,1                  | 386.369    | 120.576   |
| East Sussex            | 68,6                  | 249.780    | 86.198    |
| West Sussex            | 68,6                  | 242.890    | 73.928    |
| Tyne and Wear          | 62,7                  | 344.069    | 202.511   |
| Warwickshire           | 68                    | 156.303    | 67.221    |
| West Midlands          | 62,5                  | 801.913    | 429.207   |
| Wiltshire              | 67,8                  | 172.791    | 68.113    |
| North Yorkshire        | 64,3                  | 234.040    | 72.805    |
| South Yorkshire        | 62,4                  | 377.916    | 217.792   |
| West Yorkshire         | 63,6                  | 616.730    | 326.993   |
| Totale Inghilterra     |                       | 14.918.009 | 6.812.052 |
| Clwyd                  | 65,8                  | 123.980    | 55.424    |
| Dyfed                  | 67,5                  | 109.184    | 52.264    |
| Mid Glamorgan          | 66,6                  | 147.348    | 111.672   |
| South Glamorgan        | 66,7                  | 127.932    | 56.224    |
| West Glamorgan         | 67,4                  | 112.989    | 70.316    |
| Gwent                  | 68,2                  | 132.557    | 80,992    |
| Gwynedd                | 64,3                  | 76.421     | 31,807    |
| Powys                  | 67,9                  | 38.724     | 13.372    |
| Totale Galles          |                       | 869.135    | 472.071   |
| Scottish Borders       | 63,2                  | 34.092     | 13.053    |
| Central                | 64,1                  | 71.986     | 48.568    |
| Dumfries and Galloway  | 61,5                  | 42.608     | 19.856    |
| Fife                   | 63,3                  | 84.239     | 65.260    |
| Grampian               | 57,4                  | 108.520    | 78,071    |
| Highland               | 58,7                  | 40.802     | 33.979    |
| Lothian                | 63,6                  | 208.133    | 141.456   |
| Orkney                 | 48,2                  | 3.911      | 2.419     |
| Shetland               | 47,1                  | 2.815      | 3.631     |
| Strathclyde            | 61,7                  | 625.939    | 459.073   |
| Tayside                | 63,8                  | 105.728    | 74.567    |
| Western Isles          | 50,1                  | 3.393      | 8.106     |
| Totale Scozia          |                       | 1.332.186  | 948.039   |
| Irlanda del Nord       | 47,4                  | 259.251    | 237.911   |